# Tramlijn Gouda - Oudewater
De Tramlijn Gouda-Oudewater werd in 1883 geopend door de IJssel Stroomtramweg-Maatschappij (IJSM). In 1907 werd de lijn opgeheven. Oudewater was niet het geplande eindpunt van de lijn. Het was de bedoeling een tramlijn aan te leggen van Gouda, via Oudewater, Montfoort, De Meern en Utrecht naar Vreeswijk. Van deze lijn is het gedeelte tussen Oudewater en Utrecht nooit aangelegd, tussen Utrecht en Vreeswijk reed wel een tram.

## Tracé
De veertien kilometer lange lijn liep van Station Gouda, door de binnenstad van Gouda, en vervolgens via de buurtschap Stein tegenover Haastrecht en Hekendorp naar Oudewater. In Oudewater kruiste de lijn de Hollandse IJssel met een brug. Het eindpunt lag ter hoogte van IJsselvere.
De lijn begon aanvankelijk op de Fluwelensingel in Gouda. In 1884 werd de lijn doorgetrokken naar het station. Omdat de bocht bij de Kleiwegsbrug te scherp was, moest de tram ter hoogte van de Spoorstraat even kop maken om zijn eindpunt te kunnen bereiken.

## Verlenging naar Utrecht
De geplande verlening naar Utrecht is nooit van de grond gekomen. De reden ervan is onbekend. Om toch een goede verbinding naar Utrecht aan te kunnen bieden, startte in een 1887 stoombootdienst tussen Utrecht en Oudewater. Deze stoombootdienst werd uitgevoerd rederij 'Vereeniging' en sloot aan op de trams van en naar Gouda.

## Opheffing
In de jaren voor de opheffing verkeerde de Maatschappij tot Exploitatie van Tramwegen (MET), het moederbedrijf van de IJSM, in financieel zwaar weer. De aanleg van de tramlijn Gouda - Schoonhoven bleek een molensteen om de nek van het bedrijf; de aanleg van de lijn, waarvoor toch al een ruim budget was vrijgemaakt, viel veel duurder uit dan gepland. Tegelijkertijd kwam het bedrijf voor andere financiële uitdagingen te staan: de sporen van de tramlijnen Leiden - Den Haag en Gouda - Oudewater waren nodig aan vernieuwing toe. Het toegepaste demerberailsysteem bleek in de praktijk niet te voldoen en was in 1907 nodig aan vernieuwing toe.
De minister van Waterstaat, Jacob Kraus, diende een wetsvoorstel in om de MET financieel te ondersteunen. De steun bestond uit een lening aan de MET om de tramlijn naar Schoonhoven te voltooien en lijnen Leiden - Den Haag en Gouda - Schoonhoven te vernieuwen. Er was veel kritiek op het wetsvoorstel, vooral van Willem Treub. Treub en de critici waren van mening dat de staat een gevaarlijk precedent zou scheppen door een lening te vertrekken. De minister heeft het wetsvoorstel een aantal keer aangepast, onder meer door de provincie Zuid-Holland ook te verplichten geld te lenen, maar het mocht niet baten.
Het wetsvoorstel werd uiteindelijk namelijk verworpen.
Kort na de verwerping van het wetsvoorstel liet de MET weten dat "na Goudsche kermis" de dienst op de lijn Gouda - Oudewater gestaakt zou worden. De MET kon het benodigde bedrag voor de vernieuwing niet bij elkaar krijgen. Vervolgens sloot de MET Op 7 augustus 1907 de lijn.
Na het sluiten van de lijn werden er plannen ingediend voor het heropenen ervan, dat steeds gecombineerd met het verlengen van de lijn naar Utrecht. Verschillende opties daarvoor passeerden de revue. Het voorstel van J.H. Müller was de eerste. In oktober 1907 kwam hij met een plan tot de aanleg van een elektrische tramlijn Gouda - Oudewater - Montfoort - Utrecht, dus via het oude geplande tracé van de IJSM. Ook de Utrechtsche Zuidwester Tramwegen, met de bekende spoorwegingenieur A.J. Krieger, diende plannen in in deze richting. Er volgden uitvoerige onderhandelingen en bijstellingen van plannen. Uiteindelijk zou de Eerste Wereldoorlog definitief roet in het eten gooien van de plannen van deze heren.